# Gaucha casuhati
Espèce
Gaucha casuhati est une espèce de solifuges de la famille des Mummuciidae.

## Distribution
Cette espèce est endémique de la province de Buenos Aires en Argentine. Elle se rencontre dans la Sierra de la Ventana.

## Description
Le mâle holotype mesure 9,18 mm et la femelle paratype 17,56 mm.

## Publication originale
- Botero-Trujillo, Ott & Carvalho, 2017 : Systematic revision and phylogeny of the South American sun-spider genus Gaucha Mello-Leitão (Solifugae: Mummuciidae), with description of four new species and two new generic synonymies. Arthropod Systematics & Phylogeny, vol. 75, no 1, p. 3–44 (texte intégral).